# Laryngoskop
Laryngoskop – inaczej wziernik krtaniowy, to instrument umożliwiający dokładne obejrzenie krtani w celach diagnostycznych oraz w celu założenia rurki intubacyjnej. Laryngoskop składa się z rękojeści zawierającej baterie oraz łopatki (łyżki), prostej lub zakrzywionej, ze światłowodem. Po raz pierwszy laryngoskop zastosował Manuel García w 1854 roku.

## Budowa
Laryngoskop składa się z dwóch części:
- łopatki (łyżki[a]) wyposażonej w źródło światła
- uchwytu, w którym dodatkowo umieszczone są baterie

Laryngoskopy wyróżnia się na podstawie rodzaju łopatki:
- Macintosh[5][6] – standardowy laryngoskop z zakrzywioną łopatką
- Miller[5][6] – z łopatką prostą o lekko wygiętym końcu
- Jackson-Wisconsin[6] – z całkowicie prostą łopatką
- McCoy[5][7] – łopatka z ruchomym końcem sterowanym dźwignią przy rękojeści
- Magill[8] – z prostą łopatką
- Soper[4] – z prostą łopatką
- Bullard[5] – laryngoskop fiberoskopowy ze sztywną łopatką dopasowaną do anatomii dróg oddechowych
- Polio[5][9] – pierwotnie zaprojektowana do intubacji pacjentów w żelaznych płucach[5] oraz pacjentów otyłych lub kobiet z dużym biustem[10] na oddziałach położniczych[7], obecnie wyparta przez zastosowanie krótkiej rękojeści[7], lub nasadki klinowej do łopatki Macintosha zwiększającej kąt jaki tworzy łopatka z uchwytem z 90° do około 120°[5]

W uchwycie laryngoskopu znajdują się baterie, które zasilają żarówkę znajdującą się na łopatce. Obwód elektryczny jest automatycznie zamykany przez wyłącznik uruchamiany przez otwarcie łopatki.